# Santa Cruz del Fierro
Pour les articles homonymes, voir Santa Cruz.
Santa Cruz del Fierro est une commune ou contrée de la municipalité de Berantevilla dans la province d'Alava dans la Communauté autonome basque (Espagne).